# Licență poetică
Licența poetică (cât și termenii derivați din contexte mai specifice, cum ar fi licența de poezie, licența istorică, licența dramatică și licența narativă ) se referă la abaterea de la fapt sau formă în scopuri artistice. Poate include atât modificarea părților gramaticale sau a celor de limbaj, cât și reformularea unui text preexistent.

## Istoric
Licența poetică se poate referi și la abilitatea unui artist de a aplica distorsiuni minore cum ar fi un poet care ignoră unele reguli gramaticale  pentru efect poetic. De exemplu, „Prieteni, romani, compatrioți, împrumută-mi urechile voastre” de Mark Antony din piesa Iulius Caesar de Shakespeare ar necesita din punct de vedere tehnic cuvântul „și” înainte de „compatrioți”, dar conjuncția „și” este omisă pentru a păstra ritmul de pentametru iambic (conjuncția rezultată se numește tricolon asindetic). În schimb, pe rândul următor, sfârșitul versului „Vin să-l îngrop pe Cezar, nu să-l laud” are o silabă în plus, deoarece omiterea grupului „pe el” poate face propoziția neclară, dar adăugarea unei silabe la sfârșit nu ar perturba metrul. Ambele sunt exemple de licență poetică.
Un alt exemplu de licență poetică este modul în care imaginile stilizate ale unui obiect (de exemplu, într-un tablou sau într-un film animat) sunt diferite de corespondenții lor din viața reală, dar sunt totuși menite să fie interpretate de către public ca o reprezentare a acelui lucru. Acesta poate însemna omiterea detaliilor sau simplificarea formelor și a nuanțelor de culoare, chiar până în punctul în care imaginea nu este altceva decât o pictogramă. Poate însemna, de asemenea, adăugarea de detalii inexistente sau exagerarea formelor și a culorilor, la fel ca în arta de tip fantasy sau într-o caricatură.
Anumite stilizări au devenit convenții fixe în artă; un acord dintre artist și spectator care este înțeles și incontestabil. Un exemplu ilustrativ este modul în care, în desenele din animațiile cu aspect simplistic, părțile albe monocromatice de pe o suprafață de culoare închisă sunt imediat recunoscute de majoritatea spectatorilor ca o reprezentare a reflecției luminii de pe o suprafață netedă sau umedă.
Pe scurt, licența poetică este:
- În totalitate la discreția artistului
- Menită să fie tolerată de spectator (în comparație cu „suspendarea intenționată a neîncrederii”) [3]
- Utilă pentru completarea lacunelor, indiferent dacă sunt lacune de fapt, compoziționale, istorice sau de altă natură [4]
- Folosită conștient sau inconștient, intenționat sau neintenționat sau în tandem [5]

## Licență dramatică
Licența poetică este adesea denumită licență dramatică atunci când implică glamurizarea ocupațiilor din lumea reală de dragul unei experiențe interesante pentru televiziune sau cinematografie.  De exemplu, CSI: Crime Scene Investigation (CSI - Crime și investigații) și alte programe cu procedură ale poliției omit complet în mod obișnuit aspectele mai banale ale ocupației, cum ar fi documentele, rapoartele, sarcinile administrative și alte aspecte zilnice „orientate spre afaceri”, care, în realitate, constituie adesea majoritatea activității poliției. Vor prezenta alte sarcini cu mult mai multă acțiune, suspans sau dramă decât ar fi în realitate. Același lucru este valabil și pentru multe povești de aventură cu orientare militară, care prezintă adesea personaje de rang înalt cărora li se permite să intre continuu în situații periculoase, atunci când, în realitate, ar fi de obicei limitate la sarcini de comandă și administrație.

## Controverse și critici
Licența poetică provoacă adeseori controverse, ofensându-i pe cei cărora le displace reinterpretarea credințelor de orice fel sau a lucrărilor precedente.  Artiștii răspund adesea acestor critici subliniind că munca lor nu intenționează să fie o portretizare textuală a ceva anterior și ar trebui judecată doar pe baza meritelor artistice. Licența poetică este o practică în general acceptată, mai ales atunci când rezultatul este apreciat pe scară largă. Piesele istorice ale lui William Shakespeare, de exemplu, sunt distorsiuni grosolane ale faptelor istorice, dar sunt totuși lăudate ca opere literare remarcabile. 
Vocile critice apar uneori când licența poetică este aplicată reprezentărilor cinematografice și a celor de altă natură ale evenimentelor istorice reale. Deși o ușoară manipulare pentru efectul dramatic al cronologiei și a trăsăturilor personajelor sunt în general acceptate, unii critici consideră că reprezentările care prezintă o realitate semnificativ modificată sunt iresponsabile, în special pentru că mulți spectatori și cititori nu cunosc evenimentele reale și, prin urmare, pot lua reprezentarea dramatizată ca fiind una fidelă realității. Exemple de filme și seriale de televiziune criticate pentru utilizarea excesivă a licenței dramatice includ Pocahontas de la Disney, Braveheart (Inimă neînfricată) de Mel Gibson, Alexander de Oliver Stone, serialul HBO Rome, The Greatest Showman (Omul Spectacol) de la 20th Century Fox și The Tudors (Dinastia Tudorilor) de la Showtime.

Scriitorii care adaptează o lucrare pentru un alt mediu (de exemplu, un scenariu de film dintr-o carte) fac adesea modificări semnificative, fie completări fie omisiuni din intriga originală din carte, pe motiv că aceste schimbări sunt necesare pentru a face un film bun.  Aceste schimbări sunt uneori greu de trecut cu vederea de către fanii lucrărilor originale.
1. ↑  Harvey, Thomas Wadleigh (2008). A Practical Grammar of the English Language. BiblioBazaar, LLC. p. 263.
2. ↑  Herzberg, Max John (1933). Off to Arcady: adventures in poetry. American book co. p. 35.
3. ↑  Davis, Tracy C. (2005). „Do you believe in fairies? The hiss of dramatic license”. Theatre Journal. 57 (1): 57–81. doi:10.1353/tj.2005.0007.
4. ↑  Goodsell, David S.; Johnson, Graham T. (2007). "Filling in the Gaps: Artistic License in Education and Outreach". PLoS Biol 5 (12). doi:10.1371/journal.pbio.0050308.
5. ↑  Citare goală (ajutor)
6. ↑  D'sa, Benicia (2005). „Social Studies in the Dark: Using Docudramas to Teach History”. The Social Studies. 96 (1): 9–13. doi:10.3200/TSSS.96.1.9-13.
7. ↑  Toplin, Robert Brent (2002). Reel history: in defense of Hollywood. University Press of Kansas. p. 1.
8. ↑  Barroll, J. Leeds (1975). Shakespeare Studies: An Annual Gathering of Research, Criticism, Reviews. Ayer Publishing. p. 306.
9. ↑  Film review (1999). Issues 14–16. Orpheus Pub.